# Дружина пішла
«Дружина пішла» (рос. «Жена ушла») — російський радянський повнометражний кольоровий художній фільм 1979 року режисера Дінари Асанової за сценарієм Віктора Арістова. Сімейна драма. Виробництво кіностудії «Ленфільм».
Прем'єра фільму в СРСР відбулася в квітні 1980 року.

## Зміст
Головний герой добре заробляв, у нього була красива і любляча дружина, прекрасна дитина. Він думав, що зробив усе, щоб його друга половинка була щасливою. І коли вона просто пішла від нього, це було справжнім шоком. Що міг чоловік зробити не так?

## У ролях
- Валерій Прийомихов — Олександр Михайлович Клюєв, на прізвисько «Чаніта»
- Олена Соловей — Віра Клюєва, дружина «Чаніти»
- Митя Савельєв — син Вітька
- Катерина Васильєва — Соня
- Олександр Дем'яненко — Степан
- Лідія Федосеєва-Шукшина — Таня, подруга дружини
- Зіновій Гердт — сусід

В епізодах:
- Наталія Булгакова — епізод
- Марія Виноградова — кондукторка
- Олексій Жарков — Олексій Петрович Петренко, будівельник
- Олег Хроменков — Дмитро Степанович
- Сергій Іванов — Поляков з архітектурного нагляду
- Валерій Караваєв — Ізотов
- Володимир Пожидаєв — епізод
- А. Романова — епізод
- Вадим Садовников — епізод
- Любов Тищенко — епізод
- Олег Хроменков — Дмитро Степанович
- Борис Аракелов — робочий (в титрах не вказаний)

## Знімальна група
- Автор сценарію - Віктор Аристов
- Постановка - Дінара Асанова
- Головний оператор - Юрій Воронцов
- Головний художник - Володимир Свєтозаров
- Композитор - Володимир Васильков
- Автор пісень - Булат Окуджава
- Звукооператор - Едуард Ванунц
- Режисер - Л. Кривицька
- Оператор - А. Родіонов
- Редактор - Світлана Пономаренко
- Монтаж - Тамари Ліпартія
- Художник-декоратор - Т. Воронкова
- Художник по костюмах - Наталія Васильєва
- Художник-гример - Л. Рижова
- Асистенти:
режисера - В. Садовников, Н. Яшпал, Н. Васильєва
оператора - В. Кирюхін, А. Грошев
звукооператора - Оксана Стругіна
- Помічник режисера - М. Бірбраер
- Майстер по світлу - А. Старостін
- Адміністративна група - Т. Наумова, Е. Решетнікова, Д. Халютин
- Директор картини - Ігор Каракоз

## Звукова доріжка
- У фільмі звучить рос. «Песня о флейтисте» Булата Окуджави.

## Цікаві факти
- Спочатку планувалося, що ролі чоловіка і дружини зіграють Володимир Висоцький та Марина Владі.